# Hancewicze (rejon lachowicki)
Hancewicze (biał. Ганцавічы; ros. Ганцевичи) – wieś na Białorusi, w obwodzie brzeskim, w rejonie lachowickim, w sielsowiecie Honczary.

## Historia
Dawniej wieś i folwark. W dwudziestoleciu międzywojennym leżały w Polsce, w województwie nowogródzkim, w powiecie baranowickim, w gminie Niedźwiedzica. W 1921 wieś liczyła 160 mieszkańców, zamieszkałych w 30 budynkach, w tym 147 Białorusinów, 11 Polaków i 2 osoby innej narodowości. 157 mieszkańców było wyznania prawosławnego i 3 rzymskokatolickiego. Folwark liczył zaś 2 mieszkańców, zamieszkałych w 2 budynkach, wyłącznie Polaków wyznania rzymskokatolickiego.
Po II wojnie światowej w granicach Związku Sowieckiego. Od 1991 w niepodległej Białorusi.